# Nardi Caravans
Nardi Caravans è stato uno dei marchi italiani di caravan più importanti, nato a metà degli anni sessanta a Torino da Romano Nardi.

## L'inizio
Nei primi anni la produzione è limitata a pochissimi esemplari, realizzati in maniera totalmente artigianale, e solo su ordinazione.
Nel 1966 l'azienda è già presente alla Fiera di Torino, con una rete di 12 concessionari sparsi quasi in tutta Italia. Nel 1967 a catalogo ci sono 7 modelli, le cui dimensioni vanno da 3,10 m a 4,90 m. La larghezza varia da 1,90 m per il modello Erica, a 2,00 m per i restanti modelli. Il peso dichiarato va da 450 kg a 740 kg circa. La particolarità di queste caravan è l'ossatura, realizzata tutta con alluminio anziché legno, isolamento con intercapedine d'aria, carrozzeria esterna in alluminio 10/10.

## Gli anni del "boom"
Nel 1973 viene presentata una nuova serie di caravan: 10 d.N. (anni 10 dopo Nardi). Questa serie si differenzierà dalle altre per una fascia color rame che percorre le due fiancate, e un restyling alla carrozzeria esterna.
Nel 1975 nasce una nuova serie di caravan, la cui base rimarrà invariata fino all'ultimo modello prodotto. In fiera viene presentata con lo slogan: "Nardi vi invita a verificare tutti gli optional che include nel prezzo di acquisto della vostra caravan e a confrontare cosa offre di serie la concorrenza". 
Da quest'anno vengono anche adottati i freni elettromagnetici, fino ad allora adottati solo da Elnagh. In quest'anno la Nardi si aggiudicherà anche la Targa Rigodi (le caravan per circa due anni dopo usciranno dallo stabilimento con un adesivo, applicato nella parte posteriore, recante la seguente scritta: “Una Nardi è la Caravan dell'anno 1976”).
L'anno seguente vengono apportate ulteriori modifiche stilistiche alla carrozzeria esterna, che adotterà 2 copribordi color oro lungo fiancate e parte posteriore. Viene sfruttato il doppio pavimento e le pareti ad intercapedine d'aria, e viene adottato un impianto di riscaldamento (Technoflam) che però verrà abbandonato l'anno seguente, con l'introduzione del riscaldamento Primus.
Questa si rivelerà una delle scelte che hanno contribuito a far crescere il prestigio di questo marchio. Il riscaldamento funzionava con lo stesso principio dei caloriferi di casa, con una miscela di acqua e antigelo. Una caldaietta situata nel gavone esterno, con una pompa di circolazione, provvedeva a scaldare e mettere in circolo l'acqua all'interno di radiatori disposti nel doppio pavimento. In questo modo si aveva un caldo omogeneo per tutta l'altezza dell'abitacolo, i fenomeni di condensa erano ridotti quasi a zero, e l'aria non era mai troppo secca. Per ovviare ad eventuali problemi di gelo, lungo le tubazioni dell'acqua sanitaria viene anche installata una resistenza elettrica funzionante a 12 V, e tutti i comandi relativi a riscaldamento, pompa acqua, fusibili, resistenza, aspiratore, ecc. vengono raggruppati in un pannello di controllo situato in prossimità della porta d'ingresso.
Sempre con questa filosofia costruttiva nel 1978 al Salone di Torino viene presentata la serie seguente, che mantiene sempre gli stessi nomi per le varie piante interne. Il colore della carrozzeria diventa avorio, le finestre sono fumé, il gavone esterno ridisegnato, e l'interno totalmente rivisto.
Il colore dei mobili è noce medio scuro, il vano bagno aumenta in spazio, e il piatto doccia arriva fin sotto al lavello. Cambia la tinta di tendaggi e tappezzerie, e per le pareti viene sempre usato il canapone. Tra gli optional, è possibile avere un boiler che funziona con la caldaietta Primus. Su questo stile continueranno la produzione approssimativamente fino al 1985/86.

## Nardi Futura

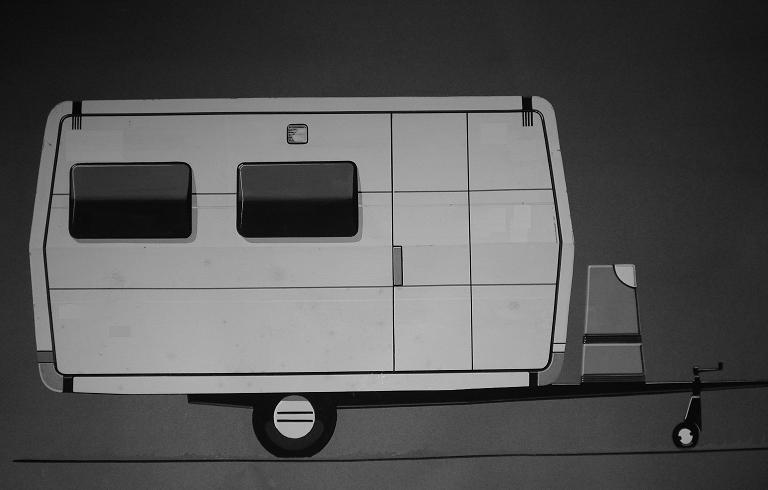
Prima versione della Nardi Futura, venne poi abbandonata per problemi produttivi.

Sempre nel 1978 viene presentata una caravan totalmente innovativa, e al di fuori di qualsiasi schema fino ad allora adottato. Il suo nome è Nardi Futura. Come dice il nome, è una caravan piena di contenuti tecnici all'avanguardia, tra cui la parete anteriore con gavone integrato nella scocca, disegnata in collaborazione con Pininfarina, linea aerodinamica, carenatura copritimone ed altri particolari.
I modelli della Futura erano sette: dalla 350 con o senza bagno alla 590. La 470 (disposizione classica all'"europea" con dinette matrimoniali contrapposte) aveva un peso di soli 740 kg. Ovviamente per raggiungere questi traguardi alla Nardi hanno dovettero rinunciare alla famosa costruzione con ossatura in alluminio, e adottarono quindi un sistema in via di sviluppo in quegli anni: pannelli sandwich con isolante iniettato sotto pressa. Questa costruzione consente, tuttora, di coniugare assieme leggerezza e robustezza.
Per riscaldare la cellula abitativa fu adottato anche qui il collaudato Primus. I radiatori questa volta vengono disposti perimetralmente, la caldaia prende posto nell'ampio gavone anteriore, assieme all'eventuale boiler.
Il mobilio interno è lo stesso che viene impiegato nella tradizionale gamma Nardi.
La nuova Futura per via della sua innovativa linea conquista molti sguardi alla fiera di settore del 1978, ma allo stesso tempo viene ritenuta dal pubblico troppo "diversa". I clienti Nardi, abituati alla solidità tipica dell'azienda torinese, vedono la Futura come un passo indietro, e non ne rimangono del tutto convinti.
Coloro che non sono ancora clienti Nardi si trovano di fronte ad un prodotto che può essere adatto alle loro tasche, ma non si sentono di testare loro per primi una caravan così diversa dal normale.
Tutto questo si traduce in un insuccesso commerciale, e a risultati di vendita pessimi.
La produzione cessò pochi mesi dopo la presentazione. Inizialmente si pensò di mantenere una piccola linea produttiva per soddisfare gli ordini che arrivarono da alcuni paesi europei, dove la Futura era stata capita maggiormente, ma poi i vertici preferirono chiudere completamente il capitolo.
Per progettare la Futura furono necessari quasi 3 anni, molte risorse umane ed economiche. Inizialmente la sua linea non era aerodinamica, ed era costruita con un sistema molto simile all'attuale Pual di Hymer: le pareti laterali stampate da macchinari a controllo numerico, ed il giroscocca in alluminio, sempre stampato a controllo numerico. Questa prima idea fu poi abbandonata senza neanche produrne un prototipo per difficoltà nella realizzazione degli stampati, ma venne poi ripresa nel 1985 in occasione della progettazione della Nardi Europa. Di quest'ultima alcuni prototipi vennero realizzati, proprio per testare il nuovo stabilimento nato nel Sud Italia.

## La fine di Nardi Caravans e la nascita di TCD: Turin Caravan Design
Pur con molti ordini da evadere, e con una grande fama, la Nardi dichiarerà fallimento il 12 maggio 1979 e le cause sono ad oggi ancora oscure.
Il 13 luglio 1979 viene creata, sempre da Romano Nardi col supporto del figlio Armando, la TCD –Turin Caravan Design-. La produzione inizierà nella metà del 1981, e la linea rimarrà sempre uguale, ma il progetto Futura verrà abbandonato definitivamente. Dovremo aspettare circa 10 anni per rivedere parte dei contenuti tecnologici che Romano Nardi applicò alla Futura, applicati su una caravan prodotta in serie, per l'appunto come la Futura.
Nella tradizionale serie Nardi vengono apportate alcune modifiche al mobilio interno, ed esternamente viene resa più aerodinamica. Tra gli accessori di serie ci sarà il serbatoio fisso dell'acqua con indicatore di livello, boiler Primus, riscaldamento, e tutto il resto che era tradizione Nardi. Vengono però abbandonati i freni elettrici, probabilmente per motivi di costo, ma questi furono abbandonati anche durante la progettazione della Futura, avvenuta pochi anni prima.
La nuova gamma sarà formata da 6 modelli, che cambieranno però nome: la Monica diventerà Laura, la Sabina Cinzia, la Patrizia verrà nominata Elena e la Valentina Raffaella. Quest'ultima sarà però realizzata solo con disposizione europea a dinette contrapposte, e non più con dinette centrale trasversale.
Se esternamente erano identiche (o quasi) alle precedenti Nardi, il metodo di costruzione era profondamente mutato.
La nuova TCD non aveva più a disposizione tutti i macchinari della ex Nardi Caravans per l'assemblaggio delle caravan, ed in parte perse anche personale qualificato. Il telaio a gabbia di alluminio della cellula ad esempio non era più punzonato con i pannelli della carrozzeria, ma inizialmente i pannelli erano solo accostati, e successivamente rivettati in alcuni punti sotto i fascioni ornamentali d'alluminio. Tale soluzione non era comunque sufficiente a garantire un'ottimale robustezza, e su alcuni esemplari si verificarono fenomeni di "spanciamento" dell'alluminio delle pareti.
La verniciatura non venne più eseguita con vernici bicomponenti di tipo automobilistico, ma con vernici comuni, molto meno resistenti alle intemperie.
La TCD non poteva neanche contare su una grande stabilità economica, questo la costrinse a dover cambiare spesso fornitori e quindi componentistica. Su alcune caravan capitò anche che venissero montati piedini di stazionamento sottodimensionati.
Venne anche abbandonata la particolare porta d'ingresso con speciale telaio brevettato Nardi, e ne fu adottata una standard.
La manodopera non era una delle più qualificate, ed era sovente che i pannelli di lana di vetro durante l'assemblaggio non fossero fissati correttamente nell'intercapedine, causando poi punti della caravan con basso isolamento.
Il gavone anteriore non viene più realizzato in alluminio, ma in vetroresina.
In ogni caso nei primi anni di commercializzazione (fino al'82 circa) le vendite non andranno poi così male.
Dal 1983 in poi molti costruttori, specialmente tedeschi, iniziarono a presentare sulle caravan soluzioni innovative, in parte già presentate da Nardi con la Futura, in parte di nuova progettazione. Anche la linea estetica delle caravan mutò, e la Nardi, ora TCD, pur avendo una linea affascinante, iniziò a sentire il peso delle linee stilistiche ormai obsolete e passate. Le vendite quindi iniziarono ad accusare una flessione negativa, dovuta anche alla crisi del settore in Italia.
La risposta a questo doveva essere un insolito progetto di camper e roulotte creato industrialmente, con pareti stampate. L'interno anche presentava numerose innovazioni, così come lo speciale telaio ad assetto variabile. Di questa caravan (il camper era ancora in fase di progettazione) ne venne realizzato un unico esemplare, per testare il nuovo stabilimento creato nel Sud Italia, costruito grazie a fondi statali per incentivare il Mezzogiorno. Per alcuni motivi, ancora oscuri, la produzione non iniziò mai, e la TCD chiuse i battenti.

## Altre produzioni
La Nardi lavorò anche alla progettazione di veicoli ricreazionali per particolari usi.
Tra i vari progetti, c'era un'insolita caravan a ralla con motrice, progettata per camminare sulla sabbia. Al suo interno, delle pareti estensibili aumentavano lo spazio interno. Era allestita con sala riunioni, camere private, e particolari accessori per il comfort. Commissionato da un politico di un paese africano, non andò in porto per la morte prematura di quest'ultimo.
Il montante della porta di ingresso delle Nardi fu oggetto di anni di studio. La sua particolare conformazione con doppia guarnizione non faceva passare spifferi d'aria, e la particolare guarnizione interna non trasmetteva condensa all'interno dell'abitacolo.
La cellula era ancorata ad un pianale realizzato in scatolato di lamiera, trattato contro la ruggine con gli stessi metodi che oggi vengono utilizzati per le auto.
Già alla fine degli anni settanta venivano dati 1 anno di garanzia per la caravan e gli accessori, e due anni per il sistema di riscaldamento Primus-Sievert.
100 caravan Nardi nella fine degli anni 70 partirono per il Medio Oriente.